# Monte Isola (Lombardei)
Monte Isola ist eine norditalienische Gemeinde (comune) mit 1611 Einwohnern (Stand 31. Dezember 2023) in der Provinz Brescia in der Lombardei.

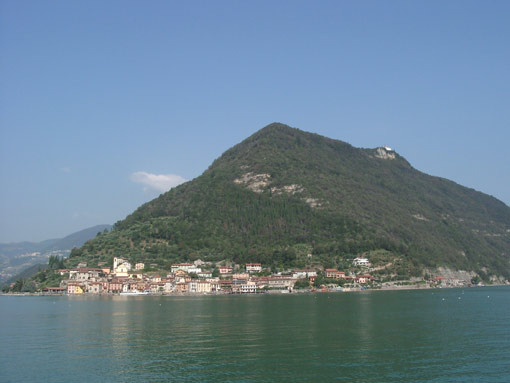
Blick auf Monte Isola

Die Gemeinde liegt etwa 23 Kilometer nordnordwestlich von Brescia auf der 4,5 km² großen Insel von Monte Isola, umfasst aber auch die sehr kleinen Nebeninseln Isola di Loreto im Norden und Isola di San Paolo im Südwesten, sowie einen Teil der umgebenden Wasserfläche des Iseosees mit rund 7,7 km². Dies ergibt die amtliche Gesamtfläche der Gemeinde von 12,22 km². Im Westen grenzt die Gemeinde im See („nasse Grenze“) unmittelbar an die Provinz Bergamo. Der Verwaltungssitz der Gemeinde befindet sich im Ortsteil Siviano im Nordwesten der Insel.